# Rhitymna imerinensis
Rhitymna imerinensis là một loài nhện trong họ Sparassidae.
Loài này thuộc chi Rhitymna. Rhitymna imerinensis được miêu tả năm 1863 bởi Vinson.